# Allée couverte du Bois du Rocher
L'allée couverte du Bois du Rocher est située à La Vicomté-sur-Rance dans le département français des Côtes-d'Armor.

## Description
L'allée couverte s'étire sur 11,50 m de longueur selon un axe sensiblement est-ouest. Elle mesure environ 1,20 m de largeur. Elle a conservé deux tables de couverture dont l'une en place (longueur 2,65 m, largeur 1,40 m et épaisseur 0,55 m).
Le monument a été fouillé en 1873 par M. de Boïshue qui y recueillit une hache polie en diorite, des outils en quartz taillés et des tessons de poteries. Il en existe un plan relevé en 1878 par Pitt-Rivers.